# مصطفی معین
مصطفی معین (زادهٔ ۱۱ فروردین ۱۳۳۰ نجف آباد، استان اصفهان) پزشک و استاد آلرژی و ایمونولوژی بالینی دانشگاه علوم پزشکی تهران بنیان‌گذار و رهبر جبهه دموکراسی‌خواهی و حقوق بشر ایران است. وی کاندیدای اصلاح طلبان پیشرو در انتخابات ریاست‌جمهوری ایران درسال ۱۳۸۴ بود.
معین نماینده دوره اول، سوم و پنجم مجلس شورای اسلامی بود و وزیر علوم و تحقیقات در دولت اکبر هاشمی رفسنجانی و دولت سید محمد خاتمی بود. نصرالله جهانگرد سرپرست وزارت پست، تلگراف و تلفن در دوران اصلاحات داماد اوست.

## تولد و تحصیلات
مصطفی معین اهل شهر نجف آباد در استان اصفهان است.
مصطفی معین در یازدهم فروردین ماه ۱۳۳۰ در خانواده‌ای مذهبی در نجف‌آباد به دنیا آمد. او آموزش ابتدایی و متوسطه را در زادگاه خود و دوره متوسطه را در دبیرستان سعدی اصفهان گذراند؛ و به عنوان دانشجوی ممتاز در سال ۱۳۴۸ به رشته پزشکی در دانشگاه شیراز راه یافت و سپس دوره تخصصی خود را در رشته بیماری‌های کودکان و فوق تخصصی در رشته آلرژی و ایمونولوژی بالینی را تکمیل کرد. او در عرصه‌های اجتماعی مانند آموزش و کمک به دانش‌آموزان یتیم و خانواده‌های محروم و انجام خدمات بهداشتی و فرهنگی در حلبی‌آباد حاشیه شیراز فعالیت می‌کرد.

## فعالیتهای اجرایی و سیاسی
او در دوران دانشجویی پیش از انقلاب اسلامی فعالیت‌های سیاسی داشت. با پیروزی انقلاب و اتمام دوره تخصصی کودکان درسال ۱۳۵۸، سمینار طب ملی و مردمی در خرداد ماه ۱۳۵۸ با هدف تحقق عدالت در بهداشت و درمان کشور از سوی ایشان طراحی و برگزار گردید، و پس از آن سرپرستی طرح طب روستایی را با همکاری دانشگاه اصفهان، جهاد سازندگی و وزارت بهداری آن زمان در جهت محرومیت زدایی فرهنگی، آموزشی، پژوهشی و بهداشتی درمانی در مناطق محروم استان اصفهان به عهده گرفت. او در سال ۱۳۶۰ با تشکیل شورای برنامه‌ریزی بهداشت و درمان استان فارس، مسئولیت آن را عهده‌دار گردید و سپس با؛ مشارکتی فعال و مستمر، مسئولیت‌های مختلفی را در بخش‌های علمی و دانشگاهی، فرهنگی و اجتماعی، سیاستگذاری و مدیریت اجرایی طی سال‌های بعد پذیرا شد.
مصطفی معین وزیر علوم در دوران ریاست جمهوری محمد خاتمی بود. او دو بار از مقام خود استعفا کرد.دوره دوم و سوم وزارت معین با بحران‌های متعددی روبرو بود که بالصراحه، دانشگاه و دانشجویان را به عنوان نهاد فکری و نیروی پیشاهنگ اصلاحات هدف قرار داده بود. نقطه اوج بحران با هجوم گروه‌های فشار و ورود غیرقانونی افراد مسلح در ۱۸ و ۲۰ تیرماه ۱۳۷۸ به کوی دانشگاه تهران و دانشگاه تبریز و ضرب و جرح دانشجویان شکل گرفت که با اعتراض و استعفای وزیر در دفاع از حریم دانشگاه و مظلومیت دانشجویان مواجه شد.
آقای معین پس از حمله ۱۸ تیر ۱۳۷۸ به کوی دانشگاه تهران و برخورد خشونت‌آمیز با دانشجویان به اعتراض استعفا نامه خود را به محمد خاتمی داد اما آقای خاتمی با استعفای او مخالفت کرد. او سال‌ها بعد دربارهٔ این استعفای خود گفت: «فکر کردم که دیگر نمی‌توانم به مسئولیتم ادامه دهم و صبح شنبه نخستین کاری که کردم این بود، رفتم وزارتخانه و استعفایم را دادم. هم واقعی بود و هم یک اعتراض بسیار بسیار جدی، یک نشان صداقت من بود با دانشجویان.»
در خردادماه ۱۳۸۱ نیز هشدار معین نسبت به پیامدهای بلند مدت فکری، اجتماعی و فرهنگی حکم اعدام برای هاشم آقاجری استادیار دانشگاه تربیت مدرس، تظاهرات غیرقانونی و اشغال ساختمان وزارتخانه از سوی افراد تحریک شده و ارائه طرح استیضاح از سوی گروه اقلیت مجلس شورای اسلامی را در پی داشت که استقبال و اعلام آمادگی وزیر برای پاسخگویی، موجب بازپس‌گیری طرح استیضاح گردید.
در تابستان سال ۱۳۸۲ با توجه به بن‌بست رسیدن تصویب نهایی قانون جدید وزارت علوم، تحقیقات و فناوری در شورای نگهبان - که بر پایه انسجام آموزش عالی و تحول در ساختار مدیریت علم و فناوری و بر اساس مطالعه و کارشناسی علمی چندین ساله تنظیم شده و به تصویب دولت و مجلس شورای اسلامی رسیده بود و اعتراض به دخالت نهادهای موازی در آموزش عالی و دانشگاه‌ها و بی‌حرمتی نسبت به دانشگاه و دانشگاهیان را در متن خود داشت. از این رو مصطفی معین بار دیگر در ۲ تیر ۱۳۸۲ از وزارت علوم استعفا کرد.
مصطفی معین در استعفانامه خود نوشت: «واقعیت این است که از یک سو تعدد مراجع تصمیم گیرنده و به ویژه تداخل مسئولیتها با شورای عالی انقلاب فرهنگی، سوءظن‌ها، دخالتها و تعرضهای نهادها و شوراهای غیرمسئول یا غیر پاسخگو، فرصت کار و تلاش مفید و مؤثر را به میزان قابل توجهی از وزارت و دولت سلب کرده و از سوی دیگر حریم مقدس دانشگاه، منزلت، حرمت و امنیت فکری و اجتماعی دانشجویان، استادان و دانشگاهیان و به‌طور کلی جوانان، متفکران و فرهیختگان در معرض تنگ نظری و کژاندیشی، تجاوز و خشونت قرار گرفته است.» محمد خاتمی این بار استعفای مصطفی معین را پذیرفت.

### دانشجویِ ستاره‌دار
اصطلاحِ ستاره‌دارها تعریف جدیدی بود که در دورهٔ وی در وزارت علوم ساخته شد. دانشجویان با عنوان‌های یک ستاره، دو ستاره و سه ستاره معرفی می‌شدند. دانشجویان یک ستاره افرادی بودند که نقص پرونده داشتند، دانشجویان دو ستاره افرادی بودند که در کنار نقص پرونده به آن‌ها تذکر داده شده بود و سه ستاره‌ها دانشجویانی بودند که فعالیت سیاسی می‌کردند و از تحصیل محروم می‌شدند.
او در بیانیه‌ای این موضوع را تکذیب کرده و در سخنرانی‌ای ادعا کرد، بخش عمده ستاره دار کردن دانشجویان در آن دوره مربوط به نقص پرونده بوده و تعداد بسیار کمی از دانشجویان در دوره او از نظر سیاسی، ستاره دار بودند. معین تأکید کرد هیچ دانشجویی در دوره او به این دلیل از دانشگاه اخراج نشده است. ادعای مسوولان وزارت علوم در دولت‌های هفتم و هشتم این است که محروم‌سازی دانشجویان از تحصیل به دلایل سیاسی در آن سال‌ها رخ نداده و تعداد بسیار انگشت شماری از دانشجویان از نظر سیاسی ستاره دار شدند که آن‌ها نیز با بازنگری یا دادن تعهد به ادامه تحصیلشان مشغول شدند اما به ادعای آنان میزان ستاره‌دار کردن دانشجویان از نظر سیاسی در دولت‌های نهم و دهم به شکل محسوسی افزایش یافته و تعداد معناداری به این دلیل در آن سال‌ها از تحصیل محروم شدند؛ ادعایی که مسوولان وزارت علوم در دولت‌های نهم و دهم نیز آن را نفی و وجود دانشجویان ستاره‌دار در آن دوره را تکذیب می‌کنند.
به گفته ابراهیم خدایی رئیس اسبق سازمان سنجش اصل ستاره دار کردن دانشجویان به مصوبه شورای عالی انقلاب فرهنگی مبنی بر الزام استعلام دانشجویان هنگام ثبت‌نام برای تحصیل در دوره‌های تحصیلات تکمیلی مربوط می‌شود.

## فعالیت‌های علمی
مصطفی معین تحصیلات عالی را با برخورداری از بورس دانشگاه شیراز در دوره پزشکی عمومی و سپس با کارورزی مستقیم و به عنوان دستیار ارشد در دوره تخصصی بیماری‌های کودکان ادامه داد و پس از آن فوق تخصص خود در رشته آلرژی و ایمونولوژی بالینی را دریافت نمود.
دکتر معین هم‌اکنون ریاست انجمن آسم و آلرژی و مرکز تحقیقات ایمونولوژی، آسم و آلرژی را بر عهده دارد. او عضو هیئت‌های امنا، شوراهای علمی و پژوهشی، مجامع، آکادمی‌ها و انجمنهای علمی، فرهنگی و دانشگاهی مختلف است و به عنوان استاد دانشگاه علوم پزشکی تهران به تدریس و تحقیق مشغول است. اکنون استاد دارای رتبه علمی پایه ۳۸ می‌باشند.
مهم‌ترین فعالیت‌های علمی-آموزشی و پژوهشی
۱. تدریس در دوره‌های پزشکی عمومی، تخصصی بیماری‌های کودکان، کارشناسی ارشد و دکترای تخصصی ایمونولوژی (PhD) و فوق تخصصی آلرژی و ایمونولوژی بالینی (از سال ۱۳۵۹)
۲. اجرای بیش از ۶۰طرح پژوهشی پایه، بالینی و اپیدمیولوژیک در زمینه آسم، آلرژی‌ها و بیماری‌های نقص ایمنی
۳. انجام بیش از ۵۰ مورد راهنمایی و مشاوره پایان‌نامه‌های پزشکی، تخصصی و فوق تخصصی
۴.انتشار بیش از ۱۶۰ مقاله پژوهشی در مجلات معتبر بین‌المللی (PubMed) و بیش از ۳۰ مقاله پژوهشی در مجلات علمی- پژوهشی داخلی
۵. تألیف، ترجمه و ویرایش علمی ۳۱عنوان کتاب در زمینه‌های مختلف علمی- تخصصی(۱۴)، علمی- ترویجی(۸)، علمی - اجتماعی و فرهنگی(۱۱)
۶. عضو هیئت‌های ممتحنه تخصصی بیماری‌های کودکان و فوق تخصصی آلرژی و ایمونولوژی بالینی (از ۱۳۷۶)
۷. عضو مؤسس رئیس انجمن آسم و آلرژی ایران (از ۱۳۷۵)
۸. عضو مؤسس و رئیس مرکز تحقیقات ایمونولوژی، آسم و آلرژی (از ۱۳۷۹)
۹.انتشار دوماهانه (علمی پژوهشی) آلرژی و آسم و ایمونولوژی به زبان انگلیسی و مدیرمسئولی آن (از ۲۰۰۰)
۱۰. رئیس کمیته کشوری آسم و آلرژی، رئیس کمیته کشوری آسم و بیماری‌های مزمن تنفسی (از ۱۳۷۹)
۱۱. عضو قطب علمی مرکز طبی کودکان (از ۱۳۹۹)
مهم‌ترین فعالیت‌های علمی- اخلاقی و اجتماعی
۱-عضو موئسس و رئیس انجمن ایرانی اخلاق در علوم و فناوری (از ۱۳۸۳)
۲-عضو مؤسس و عضو هیئت مدیره جمعیت توسعه علمی ایران(۱۳۸۳)
۳-انتشار فصلنامه (علمی پژوهشی) اخلاق در علوم و فناوری و مدیر مسئولی آن (از ۱۳۸۴)
۴-عضو موئسس و رئیس هیئت مدیره و امنای مؤسسه رحمان (از ۱۳۸۵ - مطالعه آسیب‌های اجتماعی)
۵-عضو موئسس و رئیس انجمن ایرانی تاریخ اجتماعی علم و فناوری (از ۱۳۹۴)
۶-عضو موئسس و رئیس هیئت مدیره مؤسسه حمایت از بیماران مبتلا به نقص ایمنی (از ۱۳۹۵)
۷-عضو شورای عالی کمسیون ملی یونسکو در ایران (از ۱۳۹۵)
۸-عضو گروه ترویج علم مرکز سیاست علمی کشور - وزارت علوم و تحقیقات و فناوری (از ۱۳۹۶)
۹-عضو مؤسس و رئیس هیئت مدیره و امنای مؤسسه نیکوکاری دکتر مجتبی معین (از ۱۳۹۶)
۱۰-عضو موئسس و عضو هیئت مدیره بنیاد پزشکی ایرانیان (از ۱۳۹۸)
۱۱-عضویت در آکادمی ایمونولوژی، آسم و آلرژی آمریکا (AAAAI)، انجمن اروپایی بیماری ریه (ERS)، شورای بین‌المللی آسم، آکادمی آلرژی و ایمونولوژی بالینی اروپا (EAACI)
مهم‌ترین فعالیت‌های علمی - اجرایی و سیاستگذاری (قانون گذاری)
۱-ریاست دانشگاه شیراز (۱۳۶۱–۱۳۶۰)
۲-نماینده مردم شیراز، تهران و اصفهان در دوره‌های اول (۱۳۶۳–۱۳۶۱)، سوم (۱۳۶۸–۱۳۶۷)، پنجم (۱۳۷۶)مجلس شورای اسلامی (عضویت در کمیسیون‌های بهداری و آموزش عالی)
۳-رئیس گروه برنامه‌ریزی پزشکی ستاد انقلاب فرهنگی (۱۳۶۳–۱۳۶۱)
۴-عضو شورای عالی انقلاب فرهنگی (۱۳۸۲–۱۳۶۲)
۵-دبیر شورای مرکزی جهاد دانشگاهی (۱۳۶۴–۱۳۶۴)
۶-وزیر فرهنگ و آموزش عالی (۱۳۷۲–۱۳۶۸) و (۱۳۷۹–۱۳۷۶)
۷-وزیر علوم، تحقیقات و فناوری (۱۳۸۲–۱۳۷۹)
۹-مشاور رئیس‌جمهور (۱۳۸۴–۱۳۸۲)
۹-نامزدی انتخابات ریاست جمهوری (۱۳۸۴)
۱۰-عضو شورای عالی نظام پزشکی، عضو هیئت مدیره نظام پزشکی تهران بزرگ و رئیس کمسیون تخصصی اخلاق شورای عالی (۱۳۸۷–۱۳۸۳)
۱۱-ریاست شورای عالی نظام پزشکی، عضو هیئت مدیره نظام پزشکی تهران بزرگ (از ۱۳۹۷) و رئیس کمیسیون تخصصی اخلاق شورای عالی (از ۱۳۹۶)
مهم‌ترین نشان‌ها و افتخارات
۱-ایجاد “جایزه بین‌المللی اخلاق در علم ابن سیناً هر دوسال یکبار به صورت مشترک توسط سازمان جهانی یونسکو و ج.ا. ایران (۲۰۰۱)
۲-ریاست کرسی یونسکو در آموزش سلامت (Chair- Holder of UNESCO Chair in Health Education)(2002)
۳-عضویت در فرهنگستان علوم پزشکی جمهوری اسلامی ایران (کمیته اخلاق، گروه علوم بالینی)(۱۳۸۵)
۴-لوح تقدیر به مناسبت انتخاب کتاب «آسم- علوم پایه و بالینی» به عنوان “کتاب برگزیده سال ۱۳۸۴ “ از سوی وزارت فرهنگ و ارشاد اسلامی
۵-لوح تقدیر از “جشنواره ابن سیناً به مناسبت نمایه شدن فصلنامه آلرژی، آسم و ایمونولوژی در مدلاین (۱۳۸۵)
۶-لوح تقدیر از جشنواره رازی به مناسبت انتخاب فصلنامه آلرژی، آسم و ایمونولوژی به عنوان نشریه برگزیده علمی کشور (۱۳۸۹)
۷-مدال افتخار اولین دوره «عالی‌ترین نشان بین‌المللی پروفسور یلدا در آموزش، پژوهش، اخلاق و مسئولیت اجتماعی» در علوم پزشکی (۱۳۹۰)
۸-دریافت نشان «پژوهشگر برتر بالینی کشور» به انتخاب پانزدهمین جشنواره ابن سینا (۱۳۹۲)
۹-انتخاب در فهرست یک‌درصد دانشمندان برتر جهان در آلرژی و ایمونولوژی بالینی (ESI-2015)
۱۰-انتخاب به عنوان «چهره شاخص و ماندگار پزشکان کشور» از سوی انجمن پزشکان کودکان ایران درسی و هفتمین سالگرد بزرگداشت استاد دکتر محمد قریب (۱۳۹۵)
۱۱-انتخاب به عنوان «سفیر آسم» از سوی انجمن آسم و آلرژی ایران (۱۳۹۷)

## مبارزات انتخاباتی
او در دور اول نهمین دوره انتخابات ریاست جمهوری با حدود ۴ میلیون رأی در آرای شمارش شده از میان هفت نامزد در رتبه پنجم قرار گرفت.نهضت آزادی ایران، نیروهای ملی مذهبی، جبهه مشارکت از احزاب حامی او بودند.
او پس از انتخابات ریاست جمهوری ایران (۱۳۸۴)، با نوشتن بیانیه‌ای به نتایج این انتخابات اعتراض کرد.
مصطفی معین نامزد مرحله اول انتخابات ریاست جمهوری سال ۸۴ در مطلبی که در سالگرد انتخابات۸۴ نوشته است به شعارهای انتخاباتی خود در آن انتخابات اشاره کرده است:
 "شعارم این بود که کسی را به زور به بهشت نخواهم برد."
بعداً، حسن روحانی نیز در کسوت ریاست جمهوری ایران، همین جمله را به کار برد.
مصطفی معین در دهمین دوره انتخابات مجلس شورای اسلامی از حوزه انتخابیه شیراز، ثبت نام نمود، اما شورای نگهبان صلاحیت او را برای حضور در انتخابات تأیید نکرد.